# Josep Burrull i Bonastre
Josep Burrull i Bonastre (Sabadell, 1922 - 23 de febrer de 2009). Fou un comerciant paperer i polític. Va ser alcalde de la ciutat de Sabadell durant la dictadura franquista.
Va començar la seva militància a favor del franquisme en la seva primera adolescència, quan, encara durant la Guerra Civil, va fer pintades a favor de l'exèrcit nacional. Un cop acabat el conflicte va fer-se militant del Frente de Juventudes. Ingressà després a la Falange Española. Fou un Falangista convençut i va crear a Sabadell el Club San Fernando, una plataforma de trobada de franquistes d'on sortirien posteriorment regidors sabadellencs que van formar part del consistori durant el seu mandat.
Comerciant paperer (Burrull S.A.) s'implicà en la política sabadellenca, gràcies a la seva vinculació amb el Movimiento nacional, entrant com a regidor amb l'alcalde Josep Maria Marcet. Posteriorment seguí com primer tinent d'alcalde amb l'arribada d'Antoni Llonch. Un cop l'alcalde Llonch dimití, Josep Burrull prengué el relleu a l'alcaldia el 1965, on restarà fins a l'any 1976. Fou diputat provincial pel partit judicial de Sabadell de l'any 1967 al 1976. El 1971 va ser vicepresident de la Diputació de Barcelona.
Caracteritzat per controlar l'oposició durant gran part del seu mandat, va començar a perdre el control del carrer quan el setembre de 1974, s'hi va realitzà al seu municipi una reunió de la Comissió Permanent de l'Assemblea de Catalunya amb la detenció de 67 persones (els 67 de Sabadell), i posteriorment l'any 1976 amb la vaga general que paralitzà la ciutat. En aquests anys l'oposició local guanyà el carrer i es revelà com a majoritària a la localitat, tot desbordant qualsevol pretensió de consens passiu que tinguessin les autoritats franquistes. Mesos després de la vaga general dimití per oposició a l'evolució democràtica que prenia el context polític, donant pas a l'últim alcalde franquista Ricard Royo i Soler.
Burrull va intentar aglutinar els defensors del franquisme participant en la fundació, juntament amb Juan Antonio Samaranch i Sánchez-Terán, del partit Concòrdia Catalana que no van reixir. La seva passió per l'esport el portà a donar suport al Centre d'Esports Sabadell del que era soci el número 4. Durant el seu mandat es va inaugurar l'Estadi de la Nova Creu Alta i Sabadell va ser "Ciudad Piloto del deporte español". Va morir el 23 de febrer de 2009 a Sabadell.